# 金融監督管理委員會證券期貨局
金融監督管理委員會證券期貨局（簡稱金管會證期局），為金融監督管理委員會所屬機關，由1960年成立的經濟部證券管理委員會改制而成，為中華民國證券業和期貨業的主管機關，並監督證券及期貨市場交易。

## 沿革
- 1960年8月13日，行政院「台49經字第4497號令」核定《經濟部證券管理委員會暫行組織規程》。
- 1960年9月1日，經濟部成立「經濟部證券管理委員會」（證管會），為管理及監督證券市場的主管機關，並負責臺灣證券交易所籌備發起事宜。
- 1972年12月11日，總統令制定公布《經濟部證券管理委員會組織條例》。
- 1981年7月1日，證管會改隸財政部，更名為「財政部證券管理委員會」。
- 1997年4月2日，證管會完成組織條例修正案立法程序，改為「財政部證券暨期貨管理委員會」（證期會）。
- 2004年7月1日，行政院金融監督管理委員會成立，證期會改隸該會並改制為「行政院金融監督管理委員會證券期貨局」。
- 2012年7月1日，行政院金融監督管理委員會全銜刪除「行政院」三字，證期局更名為「金融監督管理委員會證券期貨局」。

## 歷任首長
| 姓名           | 就任時間      | 卸任時間      |
| 局長           | 局長          | 局長          |
| -------------- | ------------- | ------------- |
| 李啟賢         | 2004年7月     | 2012年8月     |
| 黃天牧         | 2012年8月     | 2013年9月12日 |
| 吳裕群         | 2013年9月13日 | 2016年5月19日 |
| 張麗真（代理） | 2016年5月20日 | 2016年6月28日 |
| 王詠心         | 2016年6月29日 | 2020年5月4日  |
| 張振山         | 2020年5月4日  | 現任          |

## 組織
- 局長
  - 副局長
    - 主任秘書

行政部門
- 證券發行組
- 證券商管理組
- 證券交易組
- 投信投顧組
- 會計審計組
- 期貨管理組
- 資訊室
- 秘書室
- 人事室
- 會計室
- 政風室

## 外部連結
- 金管會證期局
- 金管會的Facebook專頁